# Neuroperlopsis patris
Neuroperlopsis patris är en bäcksländeart som beskrevs av Joachim Illies 1960. Neuroperlopsis patris ingår i släktet Neuroperlopsis och familjen Eustheniidae. Inga underarter finns listade i Catalogue of Life.